# Gustaf L.M. Ericsson
Gustaf L.M. Ericsson, född 4 juli 1880 i Stockholm, död 26 september 1965, var en svensk ingenjör och bilkonstruktör.

## Biografi
Gustaf L.M. Ericsson var son till Lars Magnus Ericsson, grundaren av Telefonaktiebolaget LM Ericsson, och Hilda Ericsson, född Simonsson. Han avlade avgångsexamen som ingenjör vid Chalmers tekniska läroanstalt 1903. Han arbetade därefter som verkstadsingenjör i USA. Efter något år återkom han och startade 1904 AB Gustaf Ericssons Automobilfabrik vid Arbetaregatan på Kungsholmen för att senare flytta till ett tidigare båtvarv i Liljeholmen, Stockholm. Fabriken i Liljeholmen tillverkade några enstaka bilar med märkena GEA och GURIK innan de gjorde konkurs 1907. Gustaf Ericsson anställdes sedan vid ingenjörsfirman Friz Egnell där han arbetade åren 1907-1910, sedan vid AGA 1910-1918 och vid KAK från 1919. Han gjorde ett återinträde i bilbranschen 1933 och designade en strömlinjeformad prototyp för Volvo, kallad Venus Bilo. Bilen stannade på prototypstadiet.